# جيمس كوغلان
جيمس كوغلان (بالإنجليزية: James Coughlan) هو لاعب اتحاد الرغبي أيرلندي، ولد في 6 ديسمبر 1980 في كورك في جمهورية أيرلندا.

## وصلات خارجية
- جيمس كوغلان على موقع سلسلة سباعيات الرغبي العالمية - رجال (الإنجليزية)
- جيمس كوغلان عل موقع إسبنسكروم (الإنجليزية)
- جيمس كوغلان على موقع ItsRugby.co.uk (الإنجليزية)